# Paris-Strasbourg à la marche

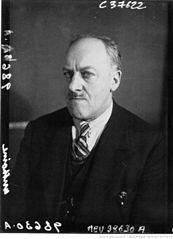
Emile Anthoine Président et fondateur de la course

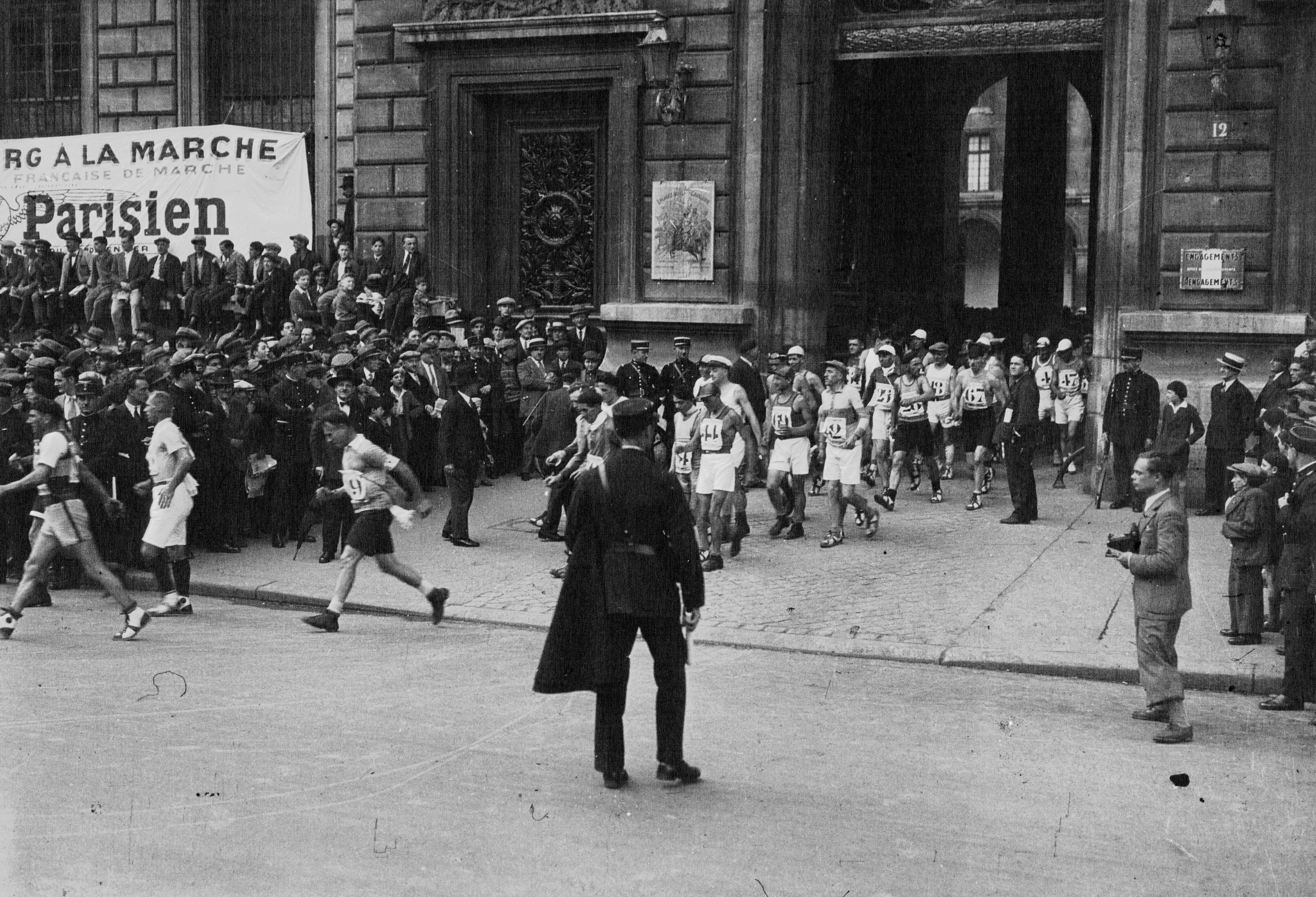
Départ de l'épreuve en 1932: place de la République

Paris Strasbourg à la marche 1926-1937 est une épreuve de marche de fond de plus de 500 km, qui s'effectuait à l'allure de marche rapide sportive ou de marche athlétique.
Le départ de la course avait généralement lieu place de la République à Paris à la caserne de la garde Républicaine, et l'arrivée sur la place Kléber de Strasbourg, capitale alsacienne des provinces reconquises.

## Historique
Elle a été créée en 1926 à l'initiative d'Émile Anthoine, champion athlétique et dirigeant sportif. Cette compétition extrême, unique au monde, consistait à parcourir plus de 500 km en continu, de jour et de nuit sans repos ni étapes obligatoires. Les abandons furent nombreux. En 1926, malgré les 8 jours accordés alors, seule une partie des marcheurs arriveront à Strasbourg. Les premiers vainqueurs l'effectueront en un peu plus de 3 jours.
L'épreuve mythique eut lieu dans le sens Paris Strasbourg de 1926 à 1937.
Cette compétition de marche sans étape, était alors sur la distance, dans les années 1920 en tant que course extrême organisée annuellement, la première grande course pédestre de grand fond dûment contrôlée.
Après une interruption de 11 ans de 1949 à 1951, l'épreuve qui dut faire face à l'hégémonie de l'automobile sur les routes et aux difficultés de régulation de la circulation perdit progressivement de son aura.
Elle se transforma avec notamment l'instauration d'étapes de repos obligatoires, et eu lieu de Strasbourg à Paris puis transitoirement à nouveau vers Strasbourg. L'épreuve Paris Colmar à la marche lui succédera en 1981.

## Marcheurs célèbres

### Triples vainqueurs de l'entre deux-guerres
- Louis Godart : 1928-1929-1931
- Ernest Romens : 1933-1935-1937

1951